# Grupo Macaúbas
O Grupo Macaúbas é uma sequência geológica localizada na área limite (a oeste) do Cráton São Francisco denominada Faixa Araçuaí, a qual é caracterizada como um cinturão de dobramentos e empurrões. O Grupo registra a evolução de uma bacia neoproterozoica, desde um estágio de rifte continental até uma fase de margem passiva, com influência glacial de forma parcial. Inicialmente nomeado como "Formação Macahubas", hoje é conhecido como "Grupo Macaúbas" e tem sua estratigrafia continuamente revisada e refinada, resultando na subdivisão do Grupo Macaúbas em formações que serão vistas a seguir.

## Estratigrafia
A sedimentação do Grupo Macaúbas ocorreu em diferentes estágios do rifte continental, com unidades que representam ambientes fluviais, marinhos e glaciais. Os eventos de rifteamento foram datados em Toniano I (950-900 Ma) e Toniano II (890 Ma), seguidos por um período criogeniano (750-640 Ma).
Atualmente, o Grupo Macaúbas é subdividido em nove formações ou três sucessões:
- Pré-glacial, onde engloba as formações Matão, Duas Barras, Capelinha, Rio Peixe Bravo e Planalto de Minas;

- Glacial, apresentando as formações Serra do Catuni, Nova Aurora e Chapada Acauã inferior;
- Pós-glaciais compreendendo as formações Chapada Acauã superior e Ribeirão da Folha.

Para além da relação com a glaciação, as formações supracitadas representam também estágios distintos na evolução da bacia neoproterozoica. As formações pré-glaciais, como Matão e Duas Barras, indicam condições sedimentares durante o início do rifteamento, com depósitos fluviais e marinhos rasos.
Já as formações glaciais, como Serra do Catuni e Nova Aurora, revelam a presença de sedimentos glaciais, sugerindo uma fase de clima mais frio e glaciação. A Formação Chapada Acauã (parte inferior) também está associada a esse período glacial.
Por fim, as formações pós-glaciais como Chapada Acauã (parte superior) e Ribeirão da Folha, representam também a transição para uma margem passiva, sem influência glacial. Nessa última formação ocorre rochas metavulcanosedimentares, as quais possibilitaram a datação em torno de 660 ± 29 Ma, marcando o final do processo de evolução da bacia Macaúbas.

## Contexto geotectônico
O arcabouço geotectônico em que o Grupo Macaúbas está inserido se refere ao paleocontinente São Francisco-Congo que se localizando, atualmente, na porção da América do Sul e parte da África, que foram formados entre o Riaciano-Orosiriao. No Brasil, foi preservada pelo evento orogênico Brasiliano-Pan-africano, a ponte cratônica Bahia-Gabão.
Essa ponte cratônica se refere a um sistema de bacias neoproterozóicas tendo como produto o orógeno Brasiliano-Pan-africano, bordejado pelo cráton São Francisco, orógeno Araçuaí-Congo Ocidental. Orógeno resultante se trata de um orógeno confinado, contendo lascas ofiolíticas, arco magmático pré colisional e grande quantidade de granitos colisionais e pós colisionais. Pode ser caracterizada como: antepais – parte deformada do Cráton São Francisco; externo – parte proximal marcada por sistemas de empurrões frontais e interno – porções distais, caracterizado por extensivo plutonismo e presença de remanescente oceanos. O Gr. Macaúbas se desenvolveu em uma bacia neoproterozóica que evoluiu de um rifte continental de margem passiva praticamente sob influência glacial.
Análises U-Pb dos zircões detríticos mais jovens da Formação Duas Barras situaram-se ao redor de 900 Ma, considerada a idade máxima de deposição da base do grupo. A Formação Jequitaí zircões detríticos foram datados em 933 Ma. Outras análises mostraram que grãos do paleo e mesoproterozóico da Formação Jequitaí possuem datação de 850Ma. Dessa forma, os eventos que marcaram a deposição do Grupo Macaúbas podem ser ditos que ocorreram entre 900 Ma - 850 Ma.

## Metamorfismo
O metamorfismo do Grupo Macaúbas é em sua totalidade fácies xisto verde a anfibolito, sendo crescente de oeste para leste e de norte a sul. A condições de pressão e temperatura alcançadas giram em torno de 3,8 kbar e 475 ºC.

## Recursos minerais
Na área dos depósitos, o Grupo Macaúbas foi dividido em duas formações, segundo Vilela et al. (2014): Rio Peixe Bravo (base), composta de quartzitos e metapelitos, e Nova Aurora (topo), contendo metadiamictitos, metadiamictitos ferruginosos, quartzitos e raros metapelitos. O Membro Riacho Poções, pertencente à Fm. Nova Aurora, rico em metadiamictitos ferruginosos, é o portador do minério de ferro.
A Formação Nova Aurora é composta por metadiamictitos, com intercalações de quartzitos e metapelitos (filitos a xistos micáceos e granatíferos). Para ocorrência de ferro, inclui metadiamictitos ferruginosos e sulfetados, além de formações ferríferas diamictíticas, quartzitos e filitos hematíticos do Membro Riacho Poções, localizado na base da formação. Este membro tem uma espessura estimada em aproximadamente 600 metros, embora a avaliação precisa seja dificultada pela intensa deformação regional. Os metadiamictitos são interpretados como depósitos glácio-marinhos do Criogeniano.
Conforme análises mineralógicas das áreas amostradas por Vilela et al. (2014), o Membro Riacho Poções é constituído por metadiamictitos ferruginosos contendo hematita e/ou magnetita, com teores de ferro superiores a 15%, classificando-se como formações ferríferas diamictíticas. As rochas encaixantes das camadas ferruginosas são metadiamictitos com baixo teor de ferro total (< 5%). Os litotipos intermediários, com teores de ferro variando entre as formações ferríferas diamictíticas (> 15% Fe) e os metadiamictitos encaixantes (< 5% Fe), também estão presentes no Membro Riacho Poções.
Trabalhos de Lobato et al. (1993) cita a existência de um Distrito Manganesífero da Serra do Cipó, envolvendo alterações lateríticas das unidades do Grupo Macaúbas (rochas pelíticas superpostas às fácies diamictitas).
Lobato et al. (1993) considera as mineralizações de sheelita (turmalina negra) no Distrito de Tungstênio de Rubelita-Itinga, assim como reconhece a presença de wolframita em veios de quartzo scheelitíferos na região entre Coronel Murta e Itinga. Essas mineralizações de tungstênio são atribuídas à intrusão de granitos do Brasiliano tardio, que causam metamorfismo de contato em níveis de cálcio silicato da Formação Salinas.
Além do minério de ferro e dos Distritos Manganesífero e de Tungstênio, outras substâncias minerais são descritas pelo Serviço Geológico do Brasil (SGB/CPRM), Folha Bocaiuvas: quartzo, diamante e calcário

## Quartzo
O quartzo extraído na região tem duas principais finalidades:
1. Quartzo metalúrgico: Utilizado para a produção de silício metálico através da redução do SiO2. A Mina do Moinho, operada pela RIMA Mineração em Olhos d’Água, é o maior empreendimento mineral na área, com uma usina siderúrgica localizada ao norte de Bocaiúva. A mineração a céu aberto ocorre em um enxame de veios em metassiltitos da Formação Serra de Santa Helena, com veios de até 4 m de espessura e continuidade horizontal de cerca de 100 m. Amostras cristalizadas para fins gemológicos são raras. O quartzo para silício metálico deve ter baixa concentração de impurezas como ferro, alumínio, cálcio e fósforo.
2. Quartzo gemológico: Destinado à indústria óptica e a colecionadores, especialmente quartzo hialino com inclusões de rutilo e anatásio azul. Esse tipo de quartzo é geralmente extraído de pequenos garimpos com veios menores que 2 m de espessura, localizados principalmente na porção sudeste da área, em Olhos d’Água, em quartzo-metarenitos da Formação Duas Barras. Pequenos veios também são encontrados nas formações Galho do Miguel, Jequitaí e Serra do Catuni, mas a maioria das lavras está paralisada.

## Diamante
No Ribeirão Caatinga, próximo à Fazenda Sítio, há uma longa história de garimpagem de diamantes, que remonta ao período colonial, quando a área servia de entreposto nas rotas de mineração. Recentemente, uma empresa multinacional realizou prospecção aluvionar, recuperando pequenos diamantes.
Nas cabeceiras do Ribeirão Caatinga, encontram-se quartzo-metarenitos das formações Galho do Miguel e Duas Barras, além de metadiamictitos da Formação Jequitaí. Embora as primeiras formações não sejam conhecidas por depósitos diamantíferos, acredita-se que os metadiamictitos da Formação Jequitaí sejam a fonte dos diamantes na região.
O Rio da Onça, afluente do Rio Macaúbas, é diamantífero ao longo de todo o seu percurso, em que a bacia de drenagem atravessa uma extensa faixa a leste. Além disso, relatos de garimpeiros locais atestam a extração de diamantes em aluviões da borda leste da Serra do Espinhaço no início do século passado. Recentemente, depósitos foram explorados por uma empresa mineradora chamada Minas-Sul nos afluentes do Córrego Labatu e Ribeirão Capão das Lajes, embora dados sobre a empresa sejam escassos.

## Calcário
O calcário é um recurso mineral identificado no Grupo Macaúbas, com algumas tentativas exploratórias incipientes. Ele aflora quase continuamente numa vasta área ao sudoeste da folha, com acesso facilitado pela proximidade com a BR-135. Um grande corpo calcário isolado na porção central da folha também pode ser alvo de pesquisa mais detalhada. Análises geoquímicas mostram que os teores de CaCO3 geralmente excedem 97%, indicando potencial para uso na indústria cimenteira, com requisitos como CaO > 40%, MgO < 5% e SiO2 < 2% geralmente atendidos nas amostras analisadas.